# Печура (фортификация)

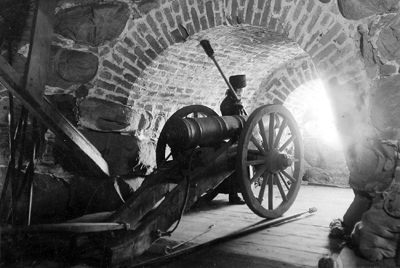
Пушка в печуре башни Соловецкой крепости.
(Фото Я. Лейцингера. Конец XIX в.)

Печура (камора) — в русской архитектуре XIV века название артиллерийских казематов с пушечной амбразурой в толще крепостных стен. Этот термин возник и закрепился благодаря внешне похожему устью на фасаде традиционной русской печи. Как правило, печуры были открыты с тыла, обладали высотой до двух с половиной метров, шириной от трёх до пяти, и располагались на расстоянии около десяти метров друг от друга.
С начала XVI века печуры снабжались специальными вентиляционными камерами, через которые удалялся пороховой дым, что способствовало увеличению скорострельности и точности огня.